# Karl I. (Braunschweig-Wolfenbüttel)

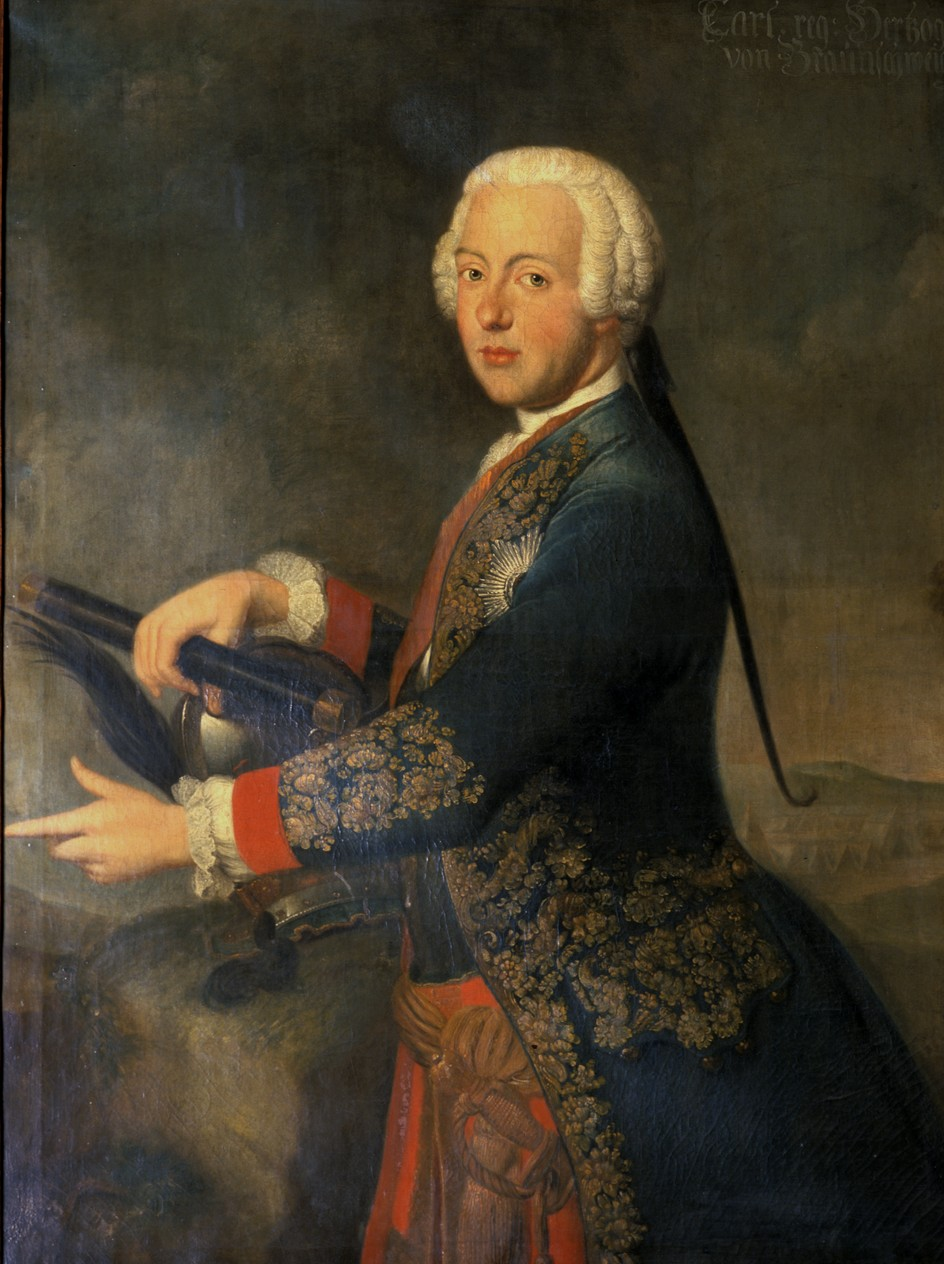
Karl I. von Braunschweig-Wolfenbüttel als junger Herzog

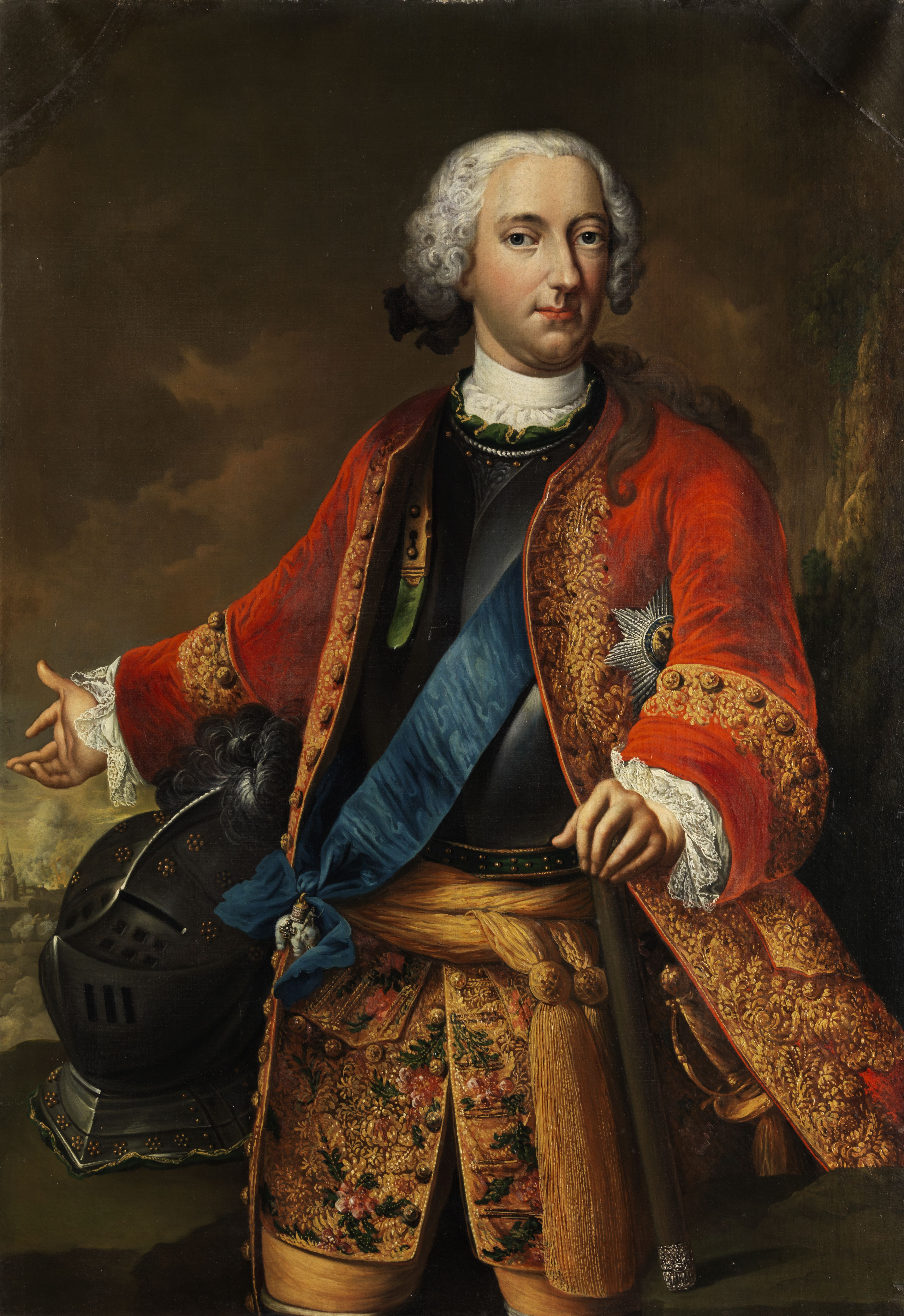
Porträt Herzog Karls I. von Johann Conrad Eichler, vor 1748, ursprünglich im Schloss Blankenburg aufgehängt

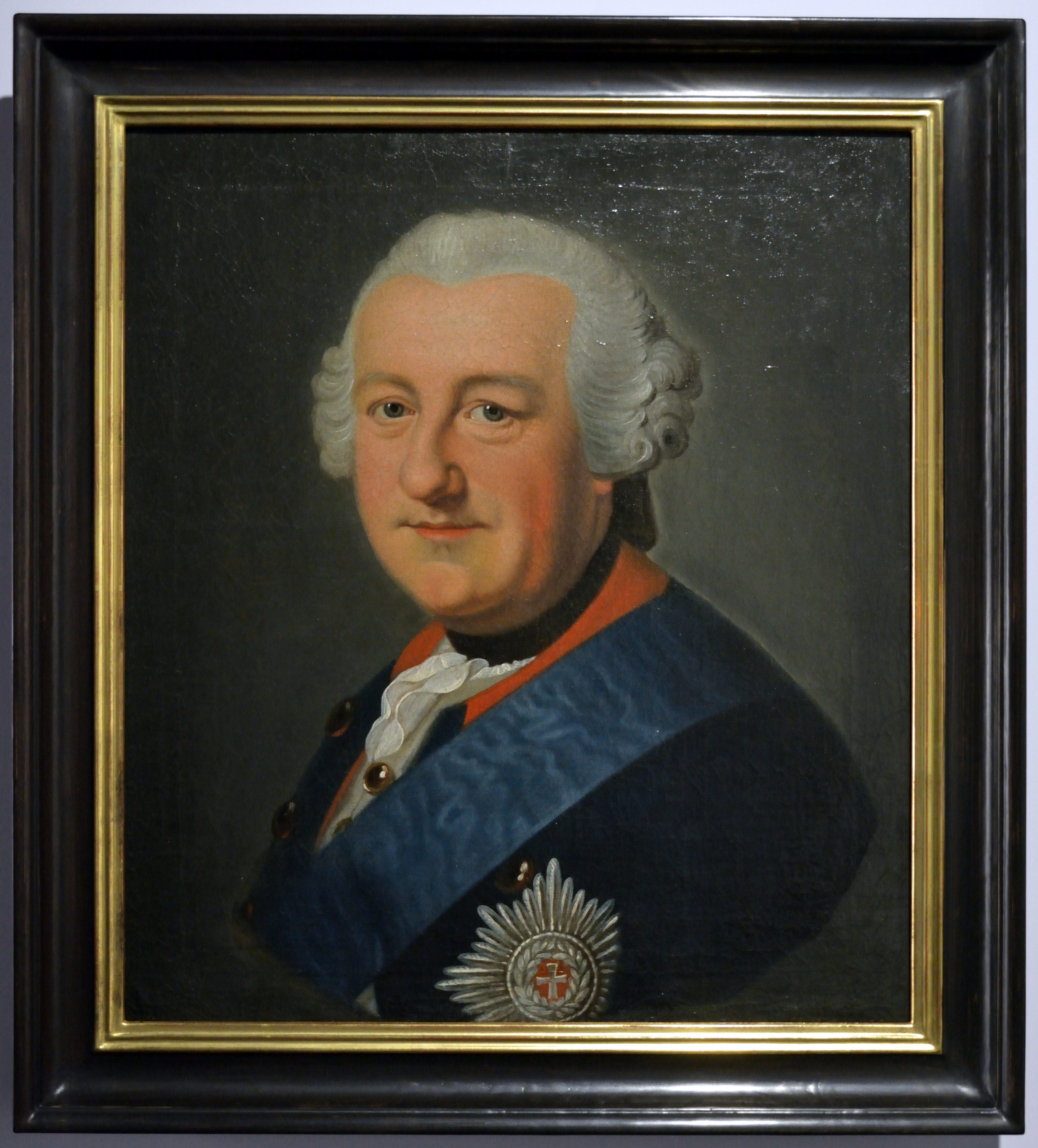
Herzog Karl I. um 1760

Karl I. von Braunschweig-Wolfenbüttel (zeitgenössisch Carl; * 1. August 1713 in Braunschweig; † 26. März 1780 ebenda) war einer der Herzöge zu Braunschweig und Lüneburg und ab 1735 Fürst von Braunschweig-Wolfenbüttel.

## Leben
Karl wurde am 1. August 1713 in Braunschweig geboren und noch am selben Tag getauft. Er erhielt seinen Namen von zweien seiner Paten, Kaiser Karl VI. und König Karl XII. von Schweden. Zur Zeit seiner Geburt bildete seine Familie die herzogliche Nebenlinie Braunschweig-Wolfenbüttel-Bevern. Seine Eltern waren Herzog Ferdinand Albrecht II. (1680–1735) und Antoinette Amalie von Braunschweig-Wolfenbüttel (1696–1762), Tochter von Herzog Ludwig Rudolf von Braunschweig (1671–1735).
Ferdinand Albrecht war persönlich eng mit Friedrich Wilhelm I., König in Preußen, verbunden. Ausdruck dieser Freundschaft war im Juni 1733 die Heirat des preußischen Kronprinzen Friedrich mit Karls Schwester Elisabeth Christine (1715–1797). Nur wenige Wochen später heiratete Karl am 2. Juli 1733 Friedrichs Schwester Philippine Charlotte von Preußen (1716–1801). Zu Beginn des 18. Jahrhunderts bestand zudem noch eine enge Bindung Braunschweigs zum österreichischen Kaiserhaus. Karl schlug daher eine militärische Laufbahn in kaiserlichen Diensten ein. So wurde er 1733 Inhaber des Kürassier-Regiments „Herzog von Braunschweig“ (vormals „Kürassier-Regiment Offeln“ oder „Uffeln“). Am 4. April 1735 wurde er während des Polnischen Thronfolgekrieges zum kaiserlichen Generalfeldwachtmeister ernannt.
Am 13. September 1735 verstarb unerwartet sein Vater, der erst im März 1735 Herzog im verwaisten Fürstentum Braunschweig-Wolfenbüttel geworden war. Karl blieb im kaiserlichen Dienst und erhielt das Regiment seines verstorbenen Vaters, das kaiserliche „Infanterieregiment Braunschweig-Wolfenbüttel“.
Innenpolitisch widmete sich Karl umfassenden Reformen in seinem Herzogtum, geleitet von Prinzipien der Aufklärung und des Merkantilismus und unterstützt durch seinen leitenden Minister Heinrich Bernhard Schrader von Schliestedt. 1741 wurde Johann Philipp Graumann als Kommissar in Braunschweig ernannt und ihm eine Verbesserung der Einkünfte und des Handels zur Aufgabe gemacht. Graumann prägte die sogenannte Karl d’or. Karl gründete 1736 die Friedrich-Carls-Hütte, 1744 die Spiegelglashütte auf dem Grünen Plan, 1745 das Collegium Carolinum in Braunschweig und 1747 die Porzellanmanufaktur Fürstenberg. 1747 oder 1749 ließ er die Saline Schöningen grundlegend erneuern. Außerdem etablierte er eine Brandkasse, aus der später die Öffentliche Versicherung Braunschweig hervorgegangen ist. 1753 verlegte er die Residenz von Wolfenbüttel nach Braunschweig, das sich zu einem geistigen Zentrum entwickelte. So wurde Gotthold Ephraim Lessing 1770 Bibliothekar an der Herzog August Bibliothek.
Außenpolitisch löste Karl allmählich die engen Bindungen zum Kaiserhaus, nachdem sich schon sein Vater durch Heiratspolitik seinem Nachbarn Preußen zugewandt hatte. 1750 gab er die Inhaberschaft seines kaiserlichen Regiments ab, ein weiteres Zeichen der Entfremdung von Wien. Im Siebenjährigen Krieg (1756–1763) kämpfte Braunschweig-Wolfenbüttel an der Seite Preußens gegen die Kaiserin, Reich und Frankreich. Nach dem Krieg, der auch das Herzogtum an den Rande einer Katastrophe brachte, setzte Karl die Reformen, aber auch die preußenfreundliche Politik fort.
Trotz oder gerade wegen seines Reformeifers hatte es Karl nicht verstanden, die Finanzen des Fürstentums in Ordnung zu halten, und wurde dazu gebracht, 1773 die Staatsgeschäfte an seinen ältesten Sohn Karl Wilhelm Ferdinand zu übergeben. Am 26. März 1780 starb Karl in Braunschweig. Seine letzte Ruhestätte fand Karl I. in der Krypta des Braunschweiger Doms.

## Leistungen
Während seiner Regentschaft gründete Karl I.
- das nach ihm benannte Collegium Carolinum, die heutige Technische Universität Braunschweig,
- die Braunschweigische Brandkasse, aus der später die Landesbrandversicherungsanstalt und schließlich die Öffentliche Sachversicherung Braunschweig hervorging,
- das Herzögliche Leyhaus in Braunschweig, heute als Braunschweigische Landessparkasse Teil der NORD/LB, sowie
- die Porzellanmanufaktur Fürstenberg.

Außerdem förderte er die Gründung weiterer Manufakturen wie Stobwasser in Braunschweig.
Im Jahre 1753 verlegte er seine Residenz vom Wolfenbütteler Schloss nach Braunschweig in das Braunschweiger Schloss.

## Familie
Aus der Ehe mit Philippine Charlotte gingen 13 Kinder hervor:
- Karl Wilhelm Ferdinand (1735–1806), Nachfolger als Karl. II seines Vaters und preußischer Feldmarschall, in der Schlacht bei Jena und Auerstedt tödlich verwundet
- Georg Franz (1736–1737)
- Sophie Karoline Marie (1737–1817) ⚭ Markgraf Friedrich von Brandenburg-Bayreuth (1711–1763)
- Christian Ludwig (1738–1742)
- Anna Amalie (1739–1807) ⚭ 1756 Ernst August II. Konstantin (1737–1758), Herzog von Sachsen-Weimar-Eisenach
- Friedrich August von Oels (1740–1805)
- Albrecht Heinrich (1742–1761)
- Luise Friederike (1743–1744)
- Wilhelm Adolf (1745–1770)
- Elisabeth Christine (1746–1840) ⚭ Friedrich Wilhelm II., König von Preußen
- Friederike Wilhelmine (1748–1758)
- Auguste Dorothea (1749–1810), Äbtissin von Gandersheim
- Maximilian Julius Leopold (1752–1785), preußischer Generalmajor, bei der Rettung Ertrinkender selbst in der Oder bei Frankfurt ertrunken

Illegitim:
- Christian Theodor von Pincier (1750–1824), einziger illegitimer Sohn, von Karl nicht anerkannt[4]

## Ahnentafel
| Ahnentafel Karl I. von Braunschweig-Wolfenbüttel  | Ahnentafel Karl I. von Braunschweig-Wolfenbüttel                                                                                        | Ahnentafel Karl I. von Braunschweig-Wolfenbüttel                                                                                        | Ahnentafel Karl I. von Braunschweig-Wolfenbüttel                                                                                        | Ahnentafel Karl I. von Braunschweig-Wolfenbüttel                                                                                        | Ahnentafel Karl I. von Braunschweig-Wolfenbüttel                                                                                          | Ahnentafel Karl I. von Braunschweig-Wolfenbüttel                                                                                          | Ahnentafel Karl I. von Braunschweig-Wolfenbüttel                                                                                        | Ahnentafel Karl I. von Braunschweig-Wolfenbüttel                                                                                        |
| ------------------------------------------------- | --- | --- | --- | --- | --- | --- | --- | --- |
| Ururgroßeltern                                    | Herzog Heinrich (Braunschweig-Dannenberg) (1533–1598) ⚭ 1569 Ursula von Sachsen-Lauenburg (1552/53–1620)                                | Herzog Johann Albrecht II. (Mecklenburg) (1590–1636) ⚭ 1608 Margarete Elisabeth zu Mecklenburg (1584–1616)                              | Landgraf Moritz (Hessen-Kassel) (1572–1632) ⚭ 1603 Juliane von Nassau-Dillenburg (1587–1643)                                            | Pfalzgraf Johann Kasimir (Pfalz-Zweibrücken-Kleeburg) (1589–1652) ⚭ 1615 Katharina Wasa (1584–1638)                                     | Fürst August II. (Braunschweig-Wolfenbüttel) (1579–1666) ⚭ 1623 Dorothea von Anhalt-Zerbst (1607–1634)                                    | Herzog Friedrich von Schleswig-Holstein-Sonderburg-Norburg (1581–1658) ⚭ 1632 Eleonore von Anhalt-Zerbst (1608–1681)                      | Graf Joachim Ernst von Oettingen-Oettingen (1612–1659) ⚭ 1638 Anna Dorothea von Hohenlohe-Neuenstein (1621–1643)                        | Herzog Eberhard III. von Württemberg (1614–1674) ⚭ 1637 Anna Katharina Dorothea von Salm-Kyrburg                                        |
| Urgroßeltern                                      | Fürst August II. (Braunschweig-Wolfenbüttel) (1579–1666) ⚭ 1635 Sophie Elisabeth von Mecklenburg (1613–1676)                            | Fürst August II. (Braunschweig-Wolfenbüttel) (1579–1666) ⚭ 1635 Sophie Elisabeth von Mecklenburg (1613–1676)                            | Landgraf Friedrich (Hessen-Eschwege) (1617–1655) ⚭ 1646 Eleonore Katharine von Pfalz-Zweibrücken-Kleeburg (1626–1692)                   | Landgraf Friedrich (Hessen-Eschwege) (1617–1655) ⚭ 1646 Eleonore Katharine von Pfalz-Zweibrücken-Kleeburg (1626–1692)                   | Fürst Anton Ulrich (Braunschweig-Wolfenbüttel) (1633–1714) ⚭ 1656 Elisabeth Juliane von Schleswig-Holstein-Sonderburg-Norburg (1634–1704) | Fürst Anton Ulrich (Braunschweig-Wolfenbüttel) (1633–1714) ⚭ 1656 Elisabeth Juliane von Schleswig-Holstein-Sonderburg-Norburg (1634–1704) | Fürst Albrecht Ernst I. (Oettingen-Oettingen) (1581–1658) ⚭ 1665 Christine Friederike von Württemberg (1644–1674)                       | Fürst Albrecht Ernst I. (Oettingen-Oettingen) (1581–1658) ⚭ 1665 Christine Friederike von Württemberg (1644–1674)                       |
| Großeltern                                        | Herzog Ferdinand Albrecht I. (Braunschweig-Wolfenbüttel-Bevern) (1636–1687) ⚭ 1667 Christine von Hessen-Eschwege (1648–1702)            | Herzog Ferdinand Albrecht I. (Braunschweig-Wolfenbüttel-Bevern) (1636–1687) ⚭ 1667 Christine von Hessen-Eschwege (1648–1702)            | Herzog Ferdinand Albrecht I. (Braunschweig-Wolfenbüttel-Bevern) (1636–1687) ⚭ 1667 Christine von Hessen-Eschwege (1648–1702)            | Herzog Ferdinand Albrecht I. (Braunschweig-Wolfenbüttel-Bevern) (1636–1687) ⚭ 1667 Christine von Hessen-Eschwege (1648–1702)            | Fürst Ludwig Rudolf (Braunschweig-Wolfenbüttel) (1671–1735) ⚭ 1690 Christine Luise von Oettingen-Oettingen (1671–1747)                    | Fürst Ludwig Rudolf (Braunschweig-Wolfenbüttel) (1671–1735) ⚭ 1690 Christine Luise von Oettingen-Oettingen (1671–1747)                    | Fürst Ludwig Rudolf (Braunschweig-Wolfenbüttel) (1671–1735) ⚭ 1690 Christine Luise von Oettingen-Oettingen (1671–1747)                  | Fürst Ludwig Rudolf (Braunschweig-Wolfenbüttel) (1671–1735) ⚭ 1690 Christine Luise von Oettingen-Oettingen (1671–1747)                  |
| Eltern                                            | Fürst Ferdinand Albrecht II. (Braunschweig-Wolfenbüttel) (1680–1735) ⚭ 1712 Antoinette Amalie von Braunschweig-Wolfenbüttel (1696–1762) | Fürst Ferdinand Albrecht II. (Braunschweig-Wolfenbüttel) (1680–1735) ⚭ 1712 Antoinette Amalie von Braunschweig-Wolfenbüttel (1696–1762) | Fürst Ferdinand Albrecht II. (Braunschweig-Wolfenbüttel) (1680–1735) ⚭ 1712 Antoinette Amalie von Braunschweig-Wolfenbüttel (1696–1762) | Fürst Ferdinand Albrecht II. (Braunschweig-Wolfenbüttel) (1680–1735) ⚭ 1712 Antoinette Amalie von Braunschweig-Wolfenbüttel (1696–1762) | Fürst Ferdinand Albrecht II. (Braunschweig-Wolfenbüttel) (1680–1735) ⚭ 1712 Antoinette Amalie von Braunschweig-Wolfenbüttel (1696–1762)   | Fürst Ferdinand Albrecht II. (Braunschweig-Wolfenbüttel) (1680–1735) ⚭ 1712 Antoinette Amalie von Braunschweig-Wolfenbüttel (1696–1762)   | Fürst Ferdinand Albrecht II. (Braunschweig-Wolfenbüttel) (1680–1735) ⚭ 1712 Antoinette Amalie von Braunschweig-Wolfenbüttel (1696–1762) | Fürst Ferdinand Albrecht II. (Braunschweig-Wolfenbüttel) (1680–1735) ⚭ 1712 Antoinette Amalie von Braunschweig-Wolfenbüttel (1696–1762) |
| Karl I. von Braunschweig-Wolfenbüttel (1713–1780) | | | | | | | | |

## Ehrungen
Nach Carl I. ist die Pflanzengattung Brunsvigia Heist. aus der Familie der Amaryllisgewächse (Amaryllidaceae) benannt.